# Pousthomy
Pousthomy est une commune française située dans le département de l'Aveyron en région Occitanie.
Le patrimoine architectural de la commune comprend un immeuble protégé au titre des monuments historiques : la fontaine, inscrite en 1983.

## Géographie

### Localisation
Située dans le sud du département de l'Aveyron, la commune est limitrophe du Tarn.

### Communes limitrophes
Les communes limitrophes sont  Balaguier-sur-Rance, Laval-Roquecezière, Le Masnau-Massuguiès, Miolles, Montfranc, Saint-Salvi-de-Carcavès et Saint-Sernin-sur-Rance.
|                | Balaguier-sur-Rance         | Saint-Sernin-sur-Rance                    |
| Miolles (Tarn) | Pousthomy                   | Laval-Roquecezière                        |
| Montfranc      | Le Masnau-Massuguiès (Tarn) | Saint-Salvi-de-Carcavès (Tarn, sur 150 m) |

### Géologie et relief
La commune est située dans le parc naturel régional des Grands Causses.

### Hydrographie

#### Réseau hydrographique

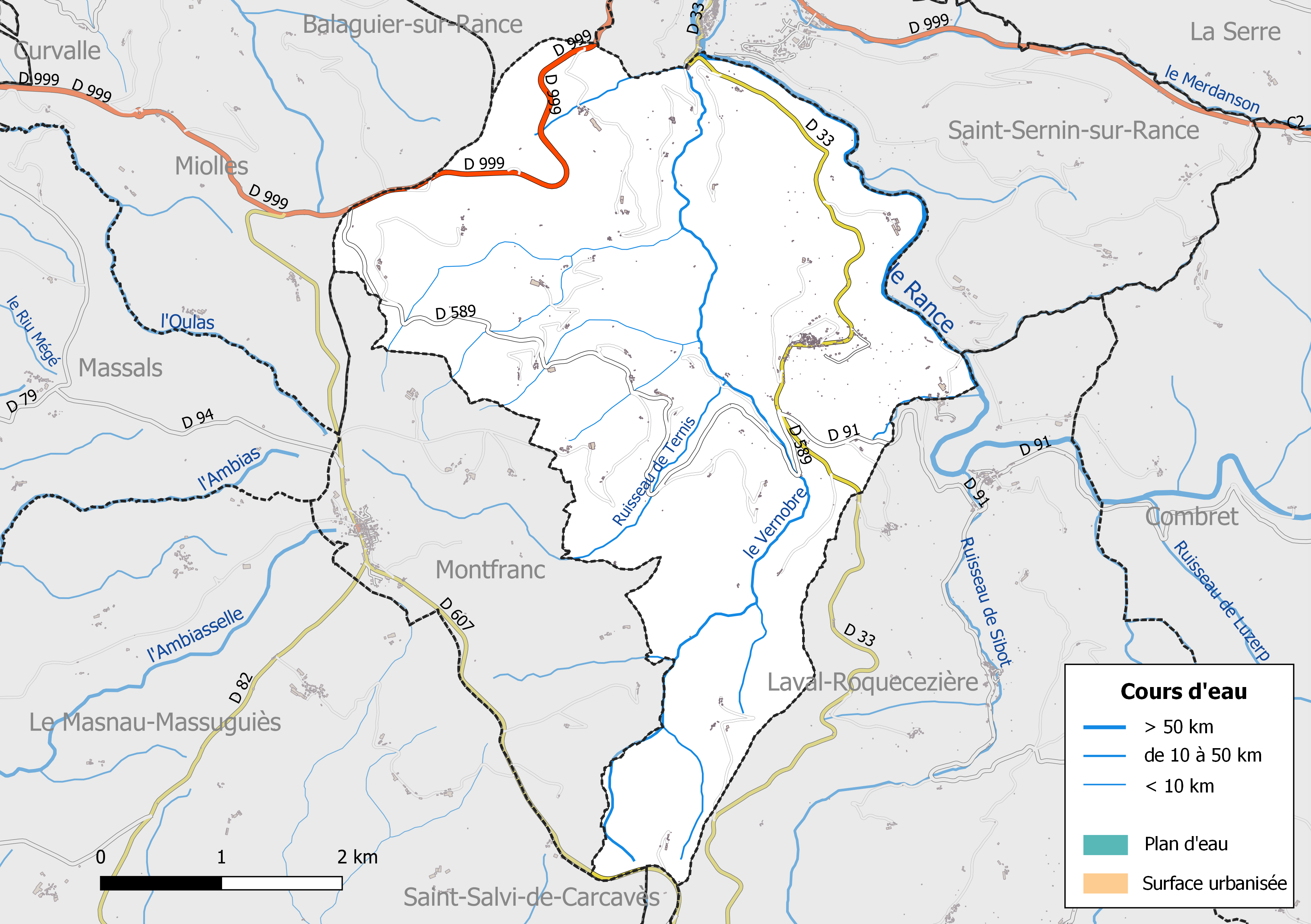
Réseaux hydrographique et routier de Pousthomy.

La commune est drainée par le Rance, le Vernobre, le ruisseau de Ternis et par divers petits cours d'eau.
Le Rance, d'une longueur totale de 63,5 km, prend sa source dans la commune de Murasson et se jette  dans le Tarn à La Bastide-Solages, après avoir arrosé 12 communes.

### Climat
Pour des articles plus généraux, voir Climat de l'Occitanie et Climat de l'Aveyron.
En 2010, le climat de la commune est de type climat océanique altéré, selon une étude s'appuyant sur une série de données couvrant la période 1971-2000. En 2020, Météo-France publie une typologie des climats de la France métropolitaine dans laquelle la commune est dans une zone de transition entre le climat océanique altéré et le climat de montagne et est dans la région climatique Sud-est du Massif Central, caractérisée par une pluviométrie annuelle de 1 000 à 1 500 mm, minimale en été, maximale en automne.
Pour la période 1971-2000, la température annuelle moyenne est de 11,9 °C, avec une amplitude thermique annuelle de 15,5 °C. Le cumul annuel moyen de précipitations est de 1 034 mm, avec 11,1 jours de précipitations en janvier et 5,6 jours en juillet. Pour la période 1991-2020, la température moyenne annuelle observée sur la station météorologique la plus proche, située sur la commune de La Bastide-Solages à 12 km à vol d'oiseau, est de 13,5 °C et le cumul annuel moyen de précipitations est de 950,8 mm,. Pour l'avenir, les paramètres climatiques de la commune estimés pour 2050 selon différents scénarios d'émission de gaz à effet de serre sont consultables sur un site dédié publié par Météo-France en novembre 2022.

### Milieux naturels et biodiversité

#### Espaces protégés
La protection réglementaire est le mode d’intervention le plus fort pour préserver des espaces naturels remarquables et leur biodiversité associée.
Dans ce cadre, la commune fait partie d'un espace protégé, le Parc naturel régional des Grands Causses, créé en 1995 et d'une superficie de 327 937 ha, s'étend sur 97 communes. Ce territoire rural habité, reconnu au niveau national pour sa forte valeur patrimoniale et paysagère, s’organise autour d’un projet concerté de développement durable, fondé sur la protection et la valorisation de son patrimoine,,.

#### Zones naturelles d'intérêt écologique, faunistique et floristique
L’inventaire des zones naturelles d'intérêt écologique, faunistique et floristique (ZNIEFF) a pour objectif de réaliser une couverture des zones les plus intéressantes sur le plan écologique, essentiellement dans la perspective d’améliorer la connaissance du patrimoine naturel national et de fournir aux différents décideurs un outil d’aide à la prise en compte de l’environnement dans l’aménagement du territoire.
Le territoire communal de Pousthomy comprend trois ZNIEFF de type 1, : 
- le « Bois de Bouyssils » (6,1 ha)[15]
- les « Landes de Roquecezière » (41,5 ha), couvrant 2 communes du département[16];
- la « Rivière du Rance » (419 ha), couvrant 6 communes dont 5 dans l'Aveyron et 1 dans le Tarn[17]

et deux ZNIEFF de type 2, : 
- le « Rougier de Camarès » (56 714 ha), qui s'étend sur 33 communes dont 32 dans l'Aveyron et 1 dans l'Hérault[18];
- la « Vallée du Rance » (2 781 ha), qui s'étend sur 12 communes dont 11 dans l'Aveyron et 1 dans le Tarn[19].

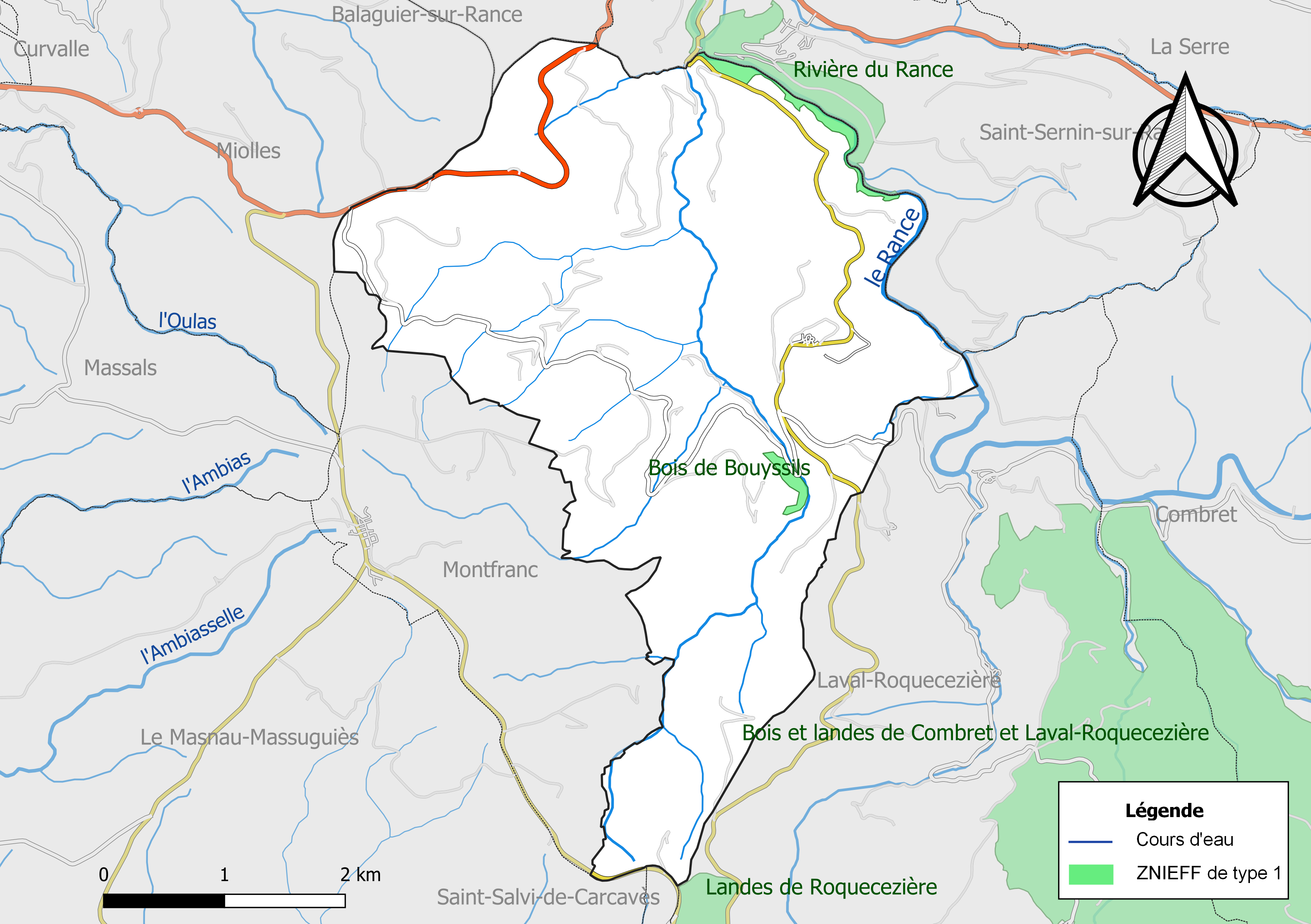
Carte des ZNIEFF de type 1 de la commune.
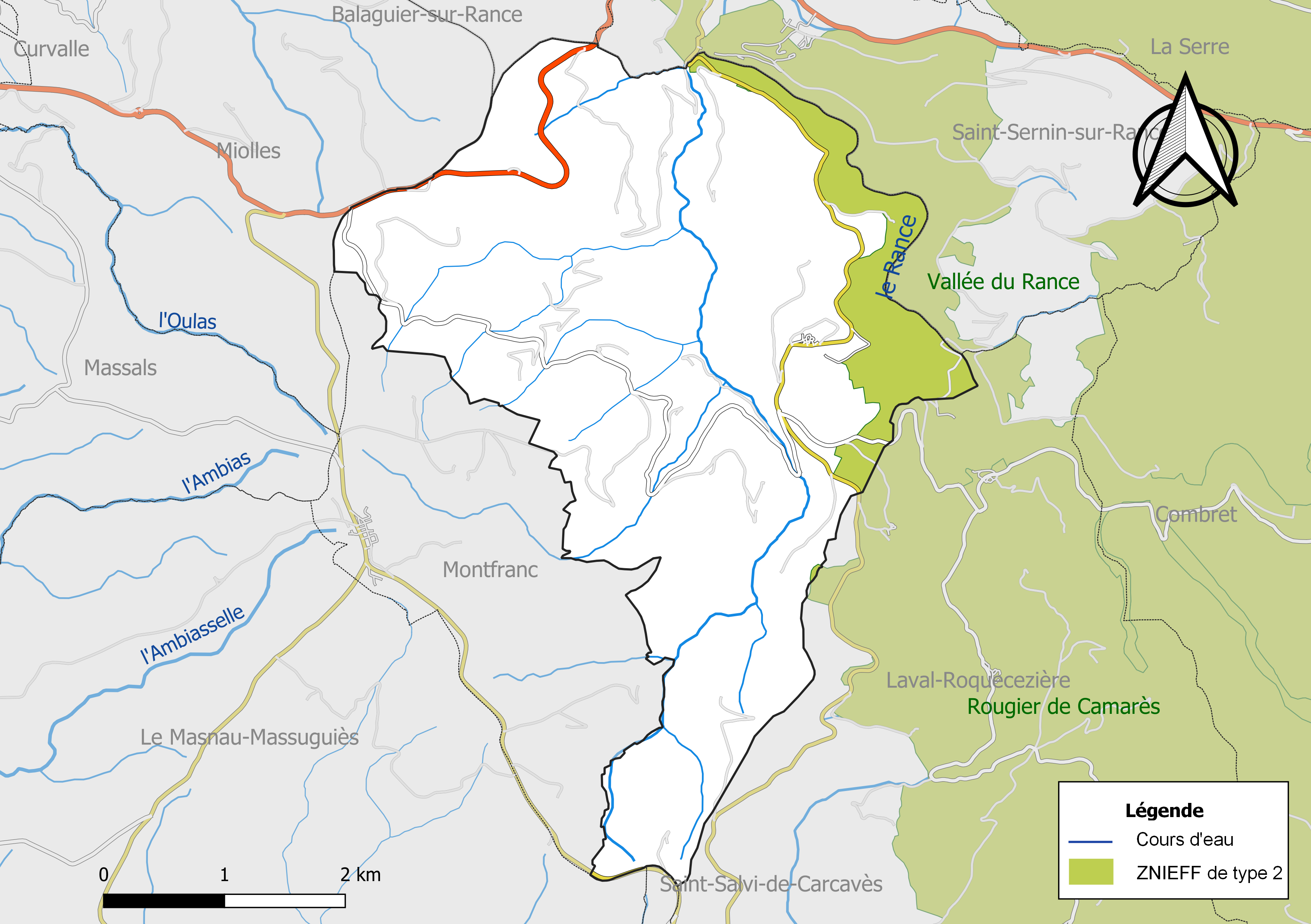
Carte des ZNIEFF de type 2 de la commune.

## Urbanisme

### Typologie
Au 1er janvier 2024, Pousthomy est catégorisée commune rurale à habitat très dispersé, selon la nouvelle grille communale de densité à sept niveaux définie par l'Insee en 2022.
Elle est située hors unité urbaine et hors attraction des villes,.

### Occupation des sols

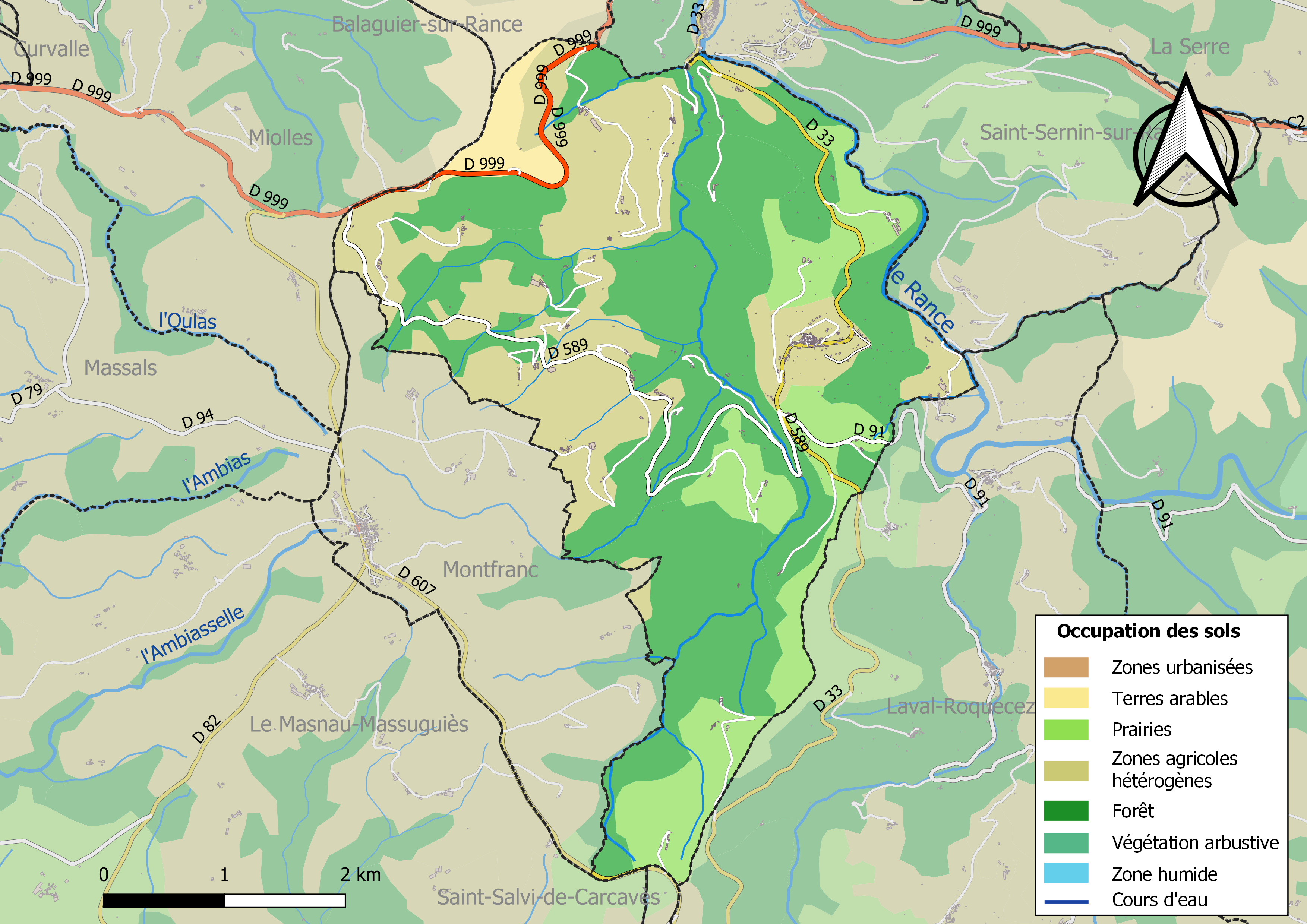
Infrastructures et occupation des sols de la commune de Pousthomy.

L'occupation des sols de la commune, telle qu'elle ressort de la base de données européenne d’occupation biophysique des sols Corine Land Cover (CLC), est marquée par l'importance des forêts et milieux semi-naturels (50,6 % en 2018), une proportion sensiblement équivalente à celle de 1990 (50,7 %). La répartition détaillée en 2018 est la suivante : 
forêts (50,6 %), zones agricoles hétérogènes (30,4 %), prairies (16,5 %), terres arables (2,5 %).

### Planification
La loi SRU du 13 décembre 2000 a incité fortement les communes à se regrouper au sein d’un établissement public, pour déterminer les partis d’aménagement de l’espace au sein d’un SCoT, un document essentiel d’orientation stratégique des politiques publiques à une grande échelle. La commune est dans le territoire du SCoT du Parc naturel régional des Grands Causses, approuvé le vendredi 7 juillet 2017 par le comité syndical et mis à l’enquête publique en décembre 2019. La structure porteuse est le Pôle d'équilibre territorial et rural du PNR des Grands Causses, qui associe huit communautés de communes, notamment la communauté de communes Monts, Rance et Rougier, dont la commune est membre.
La commune disposait en 2017 d'une carte communale approuvée et un plan local d'urbanisme était en élaboration.

### Risques majeurs
Le territoire de la commune de Pousthomy est vulnérable à différents aléas naturels : inondations, climatiques (hiver exceptionnel ou canicule), feux de forêts et séisme (sismicité très faible).
Il est également exposé à un risque technologique, le transport de matières dangereuses, et à un risque particulier, le risque radon,.

#### Risques naturels

Zones inondables de la commune de Pousthomy.

Certaines parties du territoire communal sont susceptibles d’être affectées par le risque d’inondation par débordement du Rance. Les dernières grandes crues historiques, ayant touché plusieurs parties du département, remontent aux 3 et 4 décembre 2003 (dans le bassin du Lot, de l'Aveyron, du Viaur et du Tarn) et au 28 novembre 2014 (bassins de la Sorgues et du Dourdou). Ce risque est pris en compte dans l'aménagement du territoire de la commune par le biais du Plan de prévention du risque inondation (PPRI) du bassin du « Rance », approuvé le 9 octobre 2015.
Le Plan départemental de protection des forêts contre les incendies découpe le département de l’Aveyron en sept « bassins de risque » et définit une sensibilité des communes à l’aléa feux de forêt (de faible à très forte). La commune est classée en sensibilité moyenne.

#### Risques technologiques
Le risque de transport de matières dangereuses sur la commune est lié à sa traversée par une route à fort trafic. Un accident se produisant sur une telle infrastructure est en effet susceptible d’avoir des effets graves au bâti ou aux personnes jusqu’à 350 m, selon la nature du matériau transporté. Des dispositions d’urbanisme peuvent être préconisées en conséquence.

#### Risque particulier
Dans plusieurs parties du territoire national, le radon, accumulé dans certains logements ou autres locaux, peut constituer une source significative d’exposition de la population aux rayonnements ionisants. Toutes les communes du département sont concernées par le risque radon à un niveau plus ou moins élevé. Selon le dossier départemental des risques majeurs du département établi en 2013, la commune de Pousthomy est classée à risque moyen à élevé. Un décret du 4 juin 2018 a modifié la terminologie du zonage définie dans le code de la santé publique et a été complété par un arrêté du 27 juin 2018 portant délimitation des zones à potentiel radon du territoire français. La commune est désormais en zone 3, à savoir zone à potentiel radon significatif.

## Toponymie
Francisation du toponyme occitan Postòmis [pu'stɔmiˢ].

## Histoire
Le plus ancien titre mentionnant Pousthomy est le testament de Bertrand de Roquecezière, en date du 2 des nones d'avril 1251, suivi d'un codicile du 8 des ides d'août 1251, par lesquels il fait don de tout ce qu'il possède dans la paroisse de Pousthomy (censives, rentes, moulins et autres droits) à l'abbaye Notre-Dame de Bonnecombe. L'abbaye de Bonnecombe a possédé jusqu'en 1790, année de la suppression des droits seigneuriaux et féodaux, un grand nombre d'immeubles situés à Pousthomy et dans les environs. Les biens furent vendus comme biens nationaux.
Au cours des Guerres de religion, Pousthomy subit différentes attaques. Au mois d'août 1587, le village fut assiégé par les calvinistes. Le 20 août, le Comte de Montgommery conquit le bourg.
Par un arrêté d'avril 1793, signé par le conventionnel François Chabot, Pousthomy est dissoute pour cause d'incivisme, en même temps que deux autres communes du Canton de Saint-Sernin-sur-Rance, Balaguier-sur-Rance et Montclar. Entre 1800 et 1816, la commune est réunie à celle de Saint-Sernin-sur-Rance, puis devient une commune distincte incluant Montfranc.

## Politique et administration

### Découpage territorial
La commune de Pousthomy est membre de la communauté de communes Monts, Rance et Rougier, un établissement public de coopération intercommunale (EPCI) à fiscalité propre créé le 1er janvier 2017 dont le siège est à Belmont-sur-Rance. Ce dernier est par ailleurs membre d'autres groupements intercommunaux.
Sur le plan administratif, elle est rattachée à l'arrondissement de Millau, au département de l'Aveyron et à la région Occitanie. Sur le plan électoral, elle dépend du  canton des Causses-Rougiers pour l'élection des conseillers départementaux, depuis le redécoupage cantonal de 2014 entré en vigueur en 2015, et de la troisième circonscription de l'Aveyron  pour les élections législatives, depuis le dernier découpage électoral de 2010.

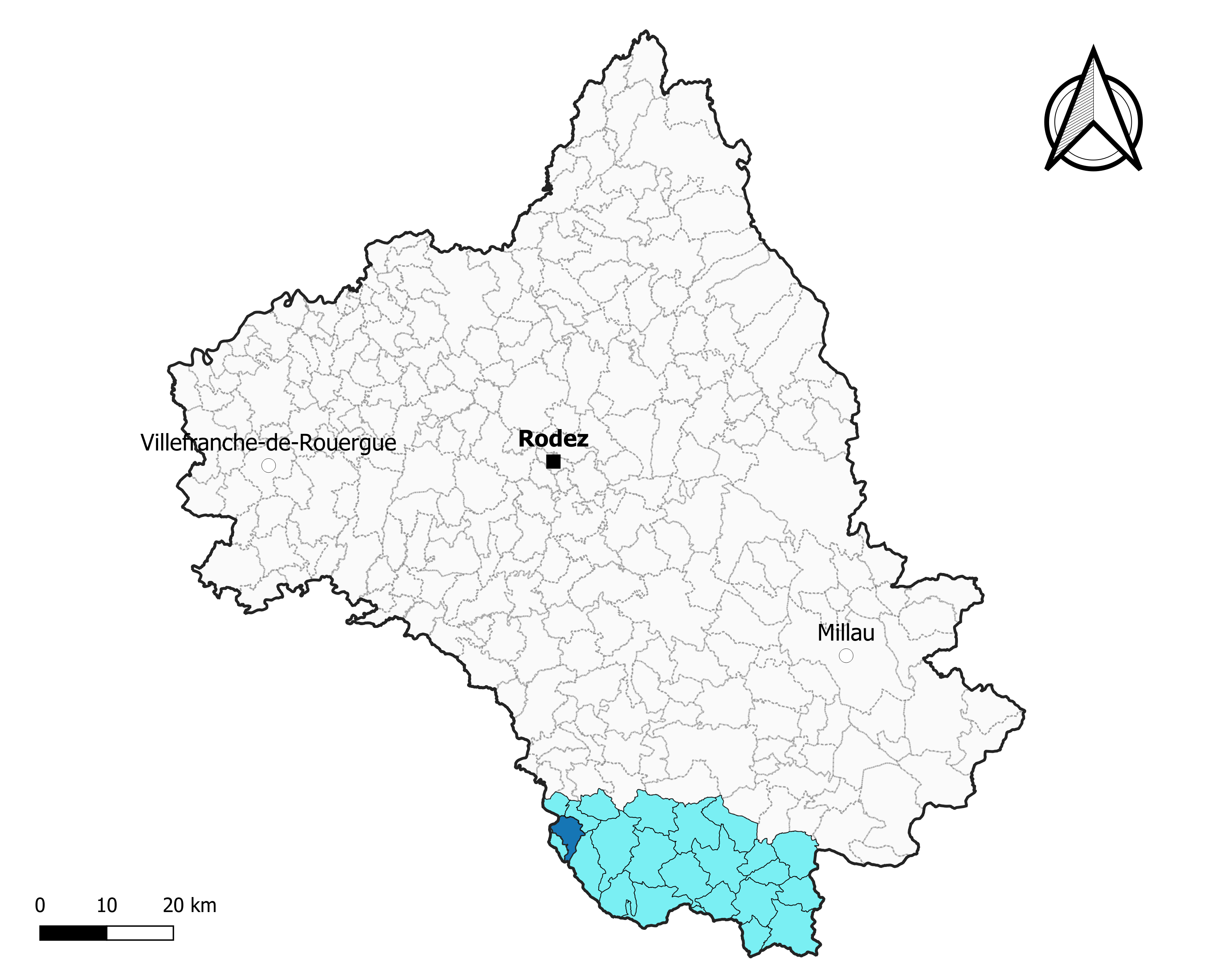
Pousthomy dans l'intercommunalité en 2020.
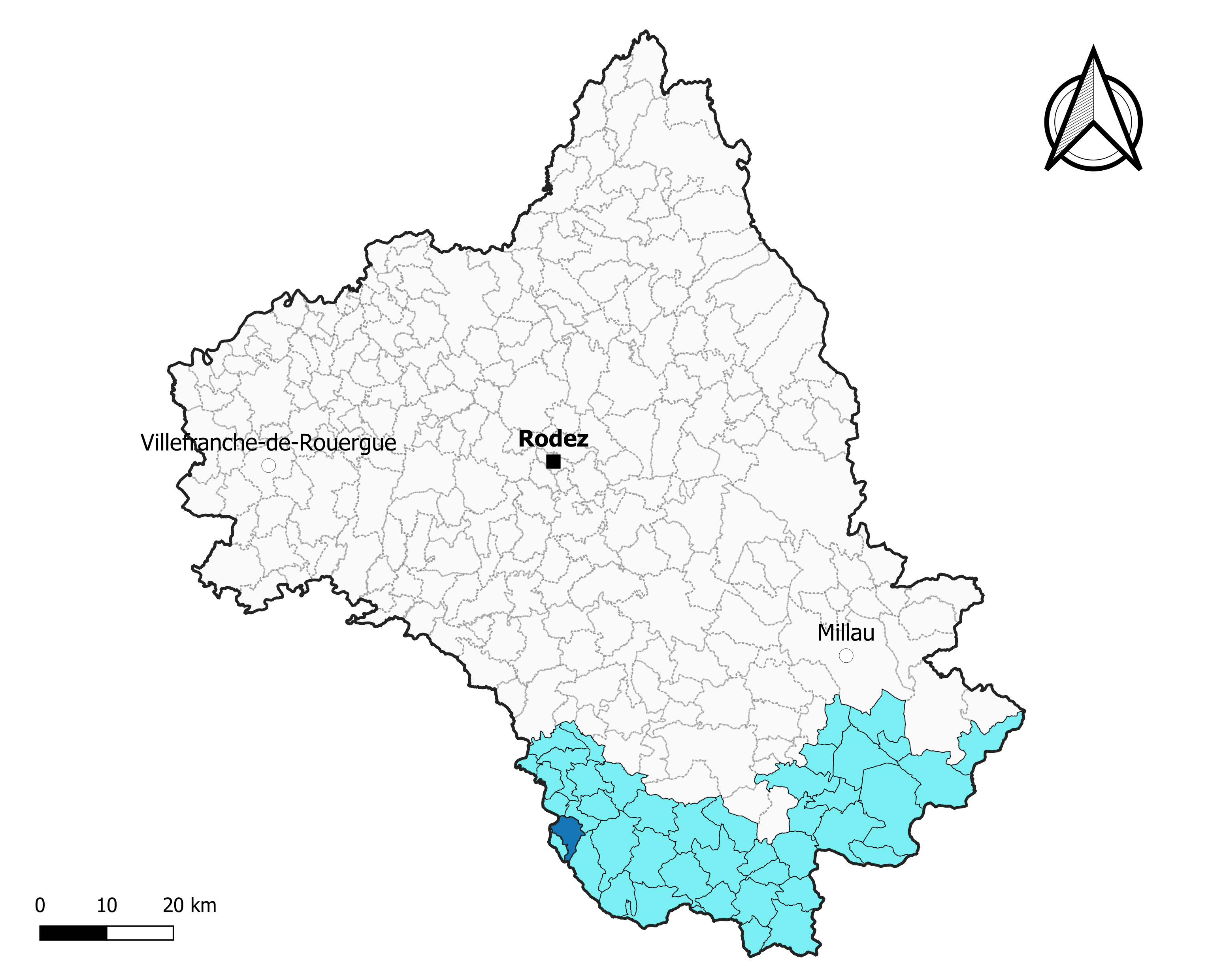
Pousthomy dans le canton des Causses-Rougiers en 2020.
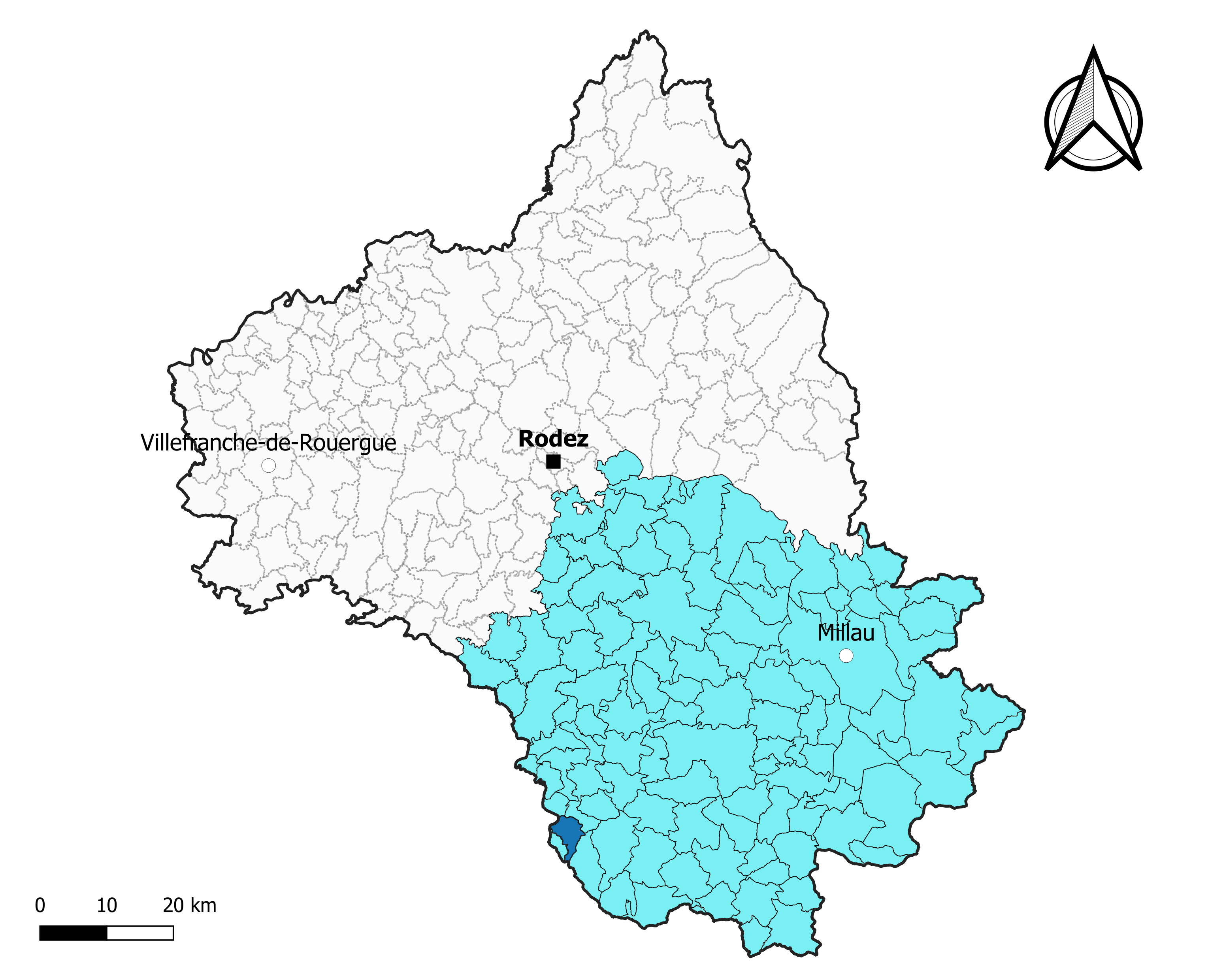
Pousthomy dans l'arrondissement de Millau en 2020.

### Élections municipales et communautaires

#### Élections de 2020
Le conseil municipal de Pousthomy, commune de moins de 1 000 habitants, est élu au scrutin majoritaire plurinominal à deux tours avec candidatures isolées ou groupées et possibilité de panachage. Compte tenu de la population communale, le nombre de sièges à pourvoir lors des élections municipales de 2020 est de 11. La totalité des onze candidats en lice est élue dès le premier tour, le 15 mars 2020, avec un taux de participation de 73,76 %.
Jacqueline Lavabre est élue nouvelle maire de la commune le 25 mai 2020.
Dans les communes de moins de 1 000 habitants, les conseillers communautaires sont désignés parmi les conseillers municipaux élus en suivant l’ordre du tableau (maire, adjoints puis conseillers municipaux) et dans la limite du nombre de sièges attribués à la commune au sein du conseil communautaire. Un siège est attribué à la commune au sein de la communauté de communes Monts, Rance et Rougier.

#### Liste des maires
| Période                                  | Période  | Identité             | Étiquette | Qualité                       |
| ---------------------------------------- | -------- | -------------------- | --------- | ----------------------------- |
| avant 1988                               | 2008     | Pierre Bezes         |           |                               |
| 2008                                     | 2014     | Pascal Cantaloube    |           |                               |
| mars 2014                                | mai 2020 | Sébastien Villeneuve |           | Fonctionnaire de catégorie C  |
| mai 2020                                 | En cours | Jacqueline Lavabre,  |           | Cadre de la fonction publique |
| Les données manquantes sont à compléter. |          |                      |           |                               |

## Démographie
L'évolution du nombre d'habitants est connue à travers les recensements de la population effectués dans la commune depuis 1793. Pour les communes de moins de 10 000 habitants, une enquête de recensement portant sur toute la population est réalisée tous les cinq ans, les populations de référence des années intermédiaires étant quant à elles estimées par interpolation ou extrapolation. Pour la commune, le premier recensement exhaustif entrant dans le cadre du nouveau dispositif a été réalisé en 2008.

En 2022, la commune comptait 212 habitants, en stagnation par rapport à 2016 (Aveyron : +0,37 %, France hors Mayotte : +2,11 %).
| 1793 | 1800 | 1821  | 1831  | 1836  | 1841  | 1846  | 1851  | 1856 |
| ---- | ---- | ----- | ----- | ----- | ----- | ----- | ----- | ---- |
| 830  | 777  | 1 251 | 1 330 | 1 323 | 1 384 | 1 338 | 1 006 | 965  |

| 1861 | 1866 | 1872 | 1876 | 1881 | 1886 | 1891 | 1896 | 1901 |
| ---- | ---- | ---- | ---- | ---- | ---- | ---- | ---- | ---- |
| 970  | 963  | 902  | 908  | 930  | 893  | 849  | 780  | 769  |

| 1906 | 1911 | 1921 | 1926 | 1931 | 1936 | 1946 | 1954 | 1962 |
| ---- | ---- | ---- | ---- | ---- | ---- | ---- | ---- | ---- |
| 780  | 734  | 680  | 645  | 554  | 562  | 490  | 454  | 431  |

| 1968 | 1975 | 1982 | 1990 | 1999 | 2006 | 2008 | 2013 | 2018 |
| ---- | ---- | ---- | ---- | ---- | ---- | ---- | ---- | ---- |
| 389  | 282  | 242  | 199  | 186  | 209  | 216  | 206  | 209  |

| 2022 | - | - | - | - | - | - | - | - |
| ---- | - | - | - | - | - | - | - | - |
| 212  | - | - | - | - | - | - | - | - |

## Économie

### Revenus
En 2018  (données Insee publiées en septembre 2021), la commune compte 91 ménages fiscaux, regroupant 199 personnes. La médiane du revenu disponible par unité de consommation est de 16 450 € (20 640 € dans le département).

### Emploi
| Division       | 2008  | 2013  | 2018  |
| -------------- | ----- | ----- | ----- |
| Commune        | 6,4 % | 8 %   | 6,3 % |
| Département    | 5,4 % | 7,1 % | 7,1 % |
| France entière | 8,3 % | 10 %  | 10 %  |

En 2018, la population âgée de 15 à 64 ans s'élève à 126 personnes, parmi lesquelles on compte 72,2 % d'actifs (65,9 % ayant un emploi et 6,3 % de chômeurs) et 27,8 % d'inactifs,. En  2018, le taux de chômage communal (au sens du recensement) des 15-64 ans est inférieur à celui de la France et département, alors qu'en 2008 il était supérieur à celui du département et inférieur à celui de la France.
La commune est hors attraction des villes,. Elle compte 32 emplois en 2018, contre 44 en 2013 et 51 en 2008. Le nombre d'actifs ayant un emploi résidant dans la commune est de 84, soit un indicateur de concentration d'emploi de 38,1 % et un taux d'activité parmi les 15 ans ou plus de 51,4 %.
Sur ces 84 actifs de 15 ans ou plus ayant un emploi, 26 travaillent dans la commune, soit 31 % des habitants. Pour se rendre au travail, 77,4 % des habitants utilisent un véhicule personnel ou de fonction à quatre roues, 7,1 % s'y rendent en deux-roues, à vélo ou à pied et 15,5 % n'ont pas besoin de transport (travail au domicile).

### Activités hors agriculture
17 établissements sont implantés  à Pousthomy au 31 décembre 2019.
Le secteur du commerce de gros et de détail, des transports, de l'hébergement et de la restauration est prépondérant sur la commune puisqu'il représente 23,5 % du nombre total d'établissements de la commune (4 sur les 17 entreprises implantées  à Pousthomy), contre 27,5 % au niveau départemental.

### Agriculture
La commune est dans les Monts de Lacaune, une petite région agricole occupant le sud du département de l'Aveyron. En 2020, l'orientation technico-économique de l'agriculture  sur la commune est l'élevage d'ovins ou de caprins.
|               | 1988 | 2000 | 2010 | 2020 |
| ------------- | ---- | ---- | ---- | ---- |
| Exploitations | 33   | 17   | 16   | 15   |
| SAU (ha)      | 805  | 841  | 909  | 956  |

Le nombre d'exploitations agricoles en activité et ayant leur siège dans la commune est passé de 33 lors du recensement agricole de 1988  à 17 en 2000 puis à 16 en 2010 et enfin à 15 en 2020, soit une baisse de 55 % en 32 ans. Le même mouvement est observé à l'échelle du département qui a perdu pendant cette période 51 % de ses exploitations,. La surface agricole utilisée sur la commune a quant à elle augmenté, passant de 805 ha en 1988 à 956 ha en 2020. Parallèlement la surface agricole utilisée moyenne par exploitation a augmenté, passant de 24 à 64 ha.

## Culture locale et patrimoine

### Lieux et monuments
- Église Saint-Amans de Pousthomy.

### Fontaine
Inscrit MH (1983)

### Personnalités liées à la commune
- Saint Géraud possédait à Pousthomy une propriété personnelle qu'il tenait de son père.
- Jean-Jacques Bel, sa famille est originaire de Pousthomy.

### Héraldique
| Blason de Pousthomy | Blason  | De gueules à une anille d’argent, accompagnée en chef de deux pommes d’or, tigées et feuillées de sinople, au chef bastillé cousu d’azur, chargé de deux crosses adossées d’or, issantes de la partition. |
| Blason de Pousthomy | Détails | L’azur et les deux crosses d’or sont la reprise presque complète des armes de l’abbaye de Bonnecombe, seigneur du village. Le blason exact est D’azur à deux crosses d’or, adossées et une bordure de même. La reprise intégrale des armes de famille étant interdite pour les municipalités, il suffit d’en emprunter un ou plusieurs éléments. Le chef bastillé, qui représente des créneaux, symbolise les anciennes fortifications du village et son ancien château. Le fond de gueules est aux couleurs du Rouergue la région de localisation du village. L’anille qui représente le fer permettant de maintenir les meules des moulins indique la présence de l’ancien moulin à vent. Les deux pommes symbolisent les très nombreux vergers cultivés ici et qui ont fait la renommée de Pousthomy et ce depuis fort longtemps. Les ornements sont deux gerbes de blé d’or, mises en sautoir par la pointe et liées de gueules afin d’honorer l’agriculture communale et représente l’ancienne grange aux dîmes. Le listel d'argent porte le nom de la commune en lettres majuscules de sable. La couronne de tours dit que l’écu est celui d’une commune ; elle n’a rien à voir avec des fortifications. Le statut officiel du blason reste à déterminer. |